# Francesco Lovrić
Francesco Lovrić (* 5. Oktober 1995 in Wien) ist ein österreichischer Fußballspieler.

## Karriere
Im Alter von sieben Jahren schloss sich Lovrić dem FK Austria Wien an. 2011 wechselte er ins Ausland in das Nachwuchsleistungszentrum des VfB Stuttgart. In der Saison 2011/12 wurde Lovrić mit den Stuttgartern Deutscher B-Jugend-Vizemeister. Zur Spielzeit 2013/14 wurde er in den Kader der zweiten Mannschaft des VfB aufgenommen, spielte jedoch zunächst weiterhin auch für die U-19 der Schwaben.
Lovrić gab für den VfB Stuttgart II am 15. Februar 2014 am 25. Spieltag der Saison 2013/14 in der 3. Liga gegen den Halleschen FC sein Profidebüt.
Im Juli 2016 wechselte er zum österreichischen Bundesligisten SV Mattersburg, bei dem er einen bis Juni 2018 gültigen Vertrag erhielt.
Zur Saison 2017/18 wechselte er zum Zweitligisten SC Austria Lustenau.
Nach nur zehn Einsätzen wechselte er noch während der laufenden Saison am 15. Jänner 2018 zum deutschen Regionalligisten Kickers Offenbach. Nach der Saison 2019/20 verließ er Offenbach nach 55 Regionalligaeinsätzen.
Daraufhin wechselte er im Oktober 2020 nach Griechenland zum Zweitligisten AE Karaiskakis. Bis zum Ende der Saison 2020/21 kam er zu 22 Einsätzen für Karaiskakis in der Super League 2. Nach Saisonende verließ er den Verein wieder. Im August 2021 wechselte er nach Liechtenstein zum in der vierten Schweizer Liga spielenden USV Eschen-Mauren. Für Eschen-Mauren kam er zu 16 Einsätzen in der 1. Liga. Zur Saison 2022/23 kehrte er nach Österreich zurück und wechselte zum Regionalligisten FC Marchfeld Donauauen.